# Cirkuszi világnap
A cirkuszi világnapot 2010 óta minden április harmadik szombatján tartják. Elődje az európai cirkusznap volt, amit 2007-ben a Cirkuszművészeti Világszövetség (Fédération Mondiale du Cirque) hozott létre.

## Magyarországon
Közép-Európa egyetlen kőcirkusza, a Fővárosi Nagycirkusz is minden évben erre az alkalomra összeállított különleges műsorokkal, előadásokkal és családi programokkal várja a cirkuszrajongókat. A cirkusz előtti téren az előadások közötti szünetekben a Baross Imre Artistaképző Akadémia diákjai és az aktuális műsor sztárjai adnak ízelítőt a cirkuszművészetből. A látogatók a különböző játékos és ügyességi feladatok mellett a felelős állattartással is megismerkedhetnek. A Fővárosi Nagycirkusz 2014-ben a Hősök terére cirkuszi parádét szervezett, ahol artistaművészek, bohócok, gólyalábasok, díszes járművek és artistanövendékek vonultak fel.
Európában és Magyarországon nagy népszerűségnek örvendenek az utcai cirkuszi parádék. Ennek gyökerei egészen a 19. századba nyúlnak vissza, amikor a településre érkező vándorcirkuszok díszes menetben vonulva adták a városiak tudtára, hogy megérkeztek. Ez a szokás manapság Amerika és Európa nagyvárosaiban is nagy népszerűségnek örvend, a magyarországi utazó cirkuszok is előszeretettel tartanak felvonulásokat a Cirkuszi világnapon.
A magyarországi utazócirkuszok is színes programokkal ünnepelnek. A Magyar Nemzeti Cirkusz és a Richter Flórián Cirkusz például általában nyílt napot tart, melynek során az érdeklődők betekintést nyernek a kulisszák mögé, kipróbálhatják az artista eszközöket és közelebbi kapcsolatba kerülhetnek a cirkusz menazsériájával (állataival).